# Microlecane abyssinica
Microlecane abyssinica là một loài thực vật có hoa trong họ Cúc. Loài này được (Sch.Bip.) Benth. & Hook. ex O.Hoffm. mô tả khoa học đầu tiên năm 1894.